# Air Greenland

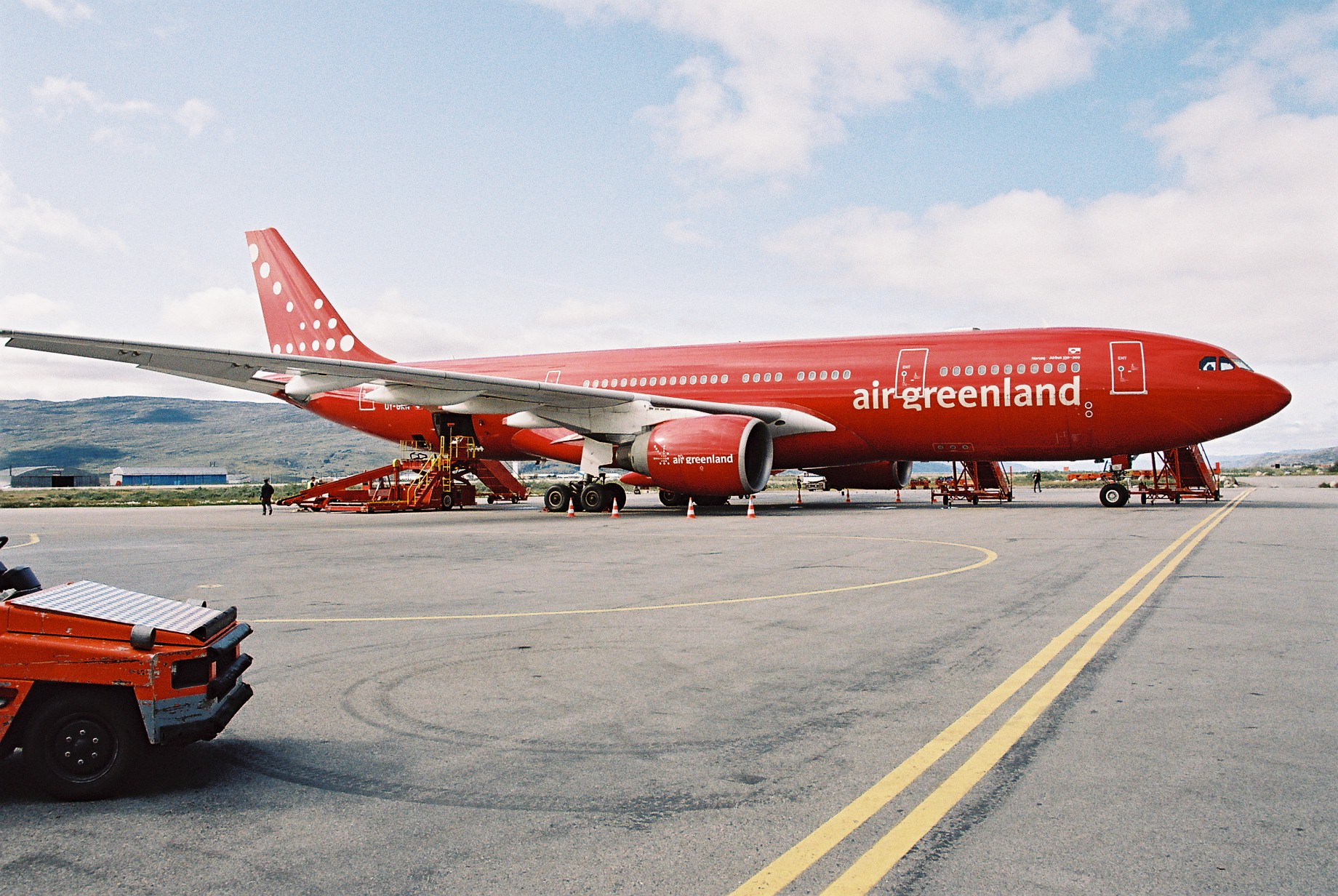
Airbus A330 na lotnisku w Kangerlussuaq

Air Greenland – grenlandzkie linie lotnicze z siedzibą w Nuuk. Obsługują połączenia krajowe Grenlandii oraz zamorskie do i z Reykjavíku. Głównym węzłem jest port lotniczy Nuuk.
Zostały założone 7 listopada 1960 pod nazwą Greenlandair (Grønlandsfly). W styczniu 1972 wydzielona została czarterowa linia Glace Greenlandair Charter, zaś 2002 doszło do ponownego połączenia dwóch przewoźników pod obecną nazwą Air Greenland. Do przewoźnika należy założona w 2008 islandzka linia lotnicza Norlandair.

## Flota
Według stanu na luty 2025 flota Air Greenland składała się z 9 samolotów o średnim wieku 25,1 lat:
| Samolot                   | Samolot | Samolot   | Liczba miejsc | Liczba miejsc | Liczba miejsc | Uwagi |
| Model                     | Aktywne | Zamówione | B             | E             | Łącznie       | Uwagi |
| ------------------------- | ------- | --------- | ------------- | ------------- | ------------- | ----- |
| Airbus A330-800           | 1       | -         | 42            | 263           | 305           |       |
| De Havilland Canada DHC-8 | 8       | -         | -             | 37            | 37            |       |
| Łącznie                   | 9       | 0         |               |               |               |       |